# علم نفس الفلم
يُعد علم نفس الفيلم مجالاً فرعياً من علم نفس الفن الذي يدرس خصائص الفيلم وإنتاجه فيما يتعلق بالإدراك والمعرفة والفهم السردي والعاطفة. وقد بدأ عدد متزايد من علماء النفس وعلماء الدماغ بإجراء دراسات تجريبية لوصف الأسس المعرفية والبيولوجية للصور المتحركة أو ما يسمى "علم النفس السينمائي". وتضمنت المناهج النظرية المبكرة أعمالاً لعلماء النفس هوجو مونستربرغ ورودولف أرنهييم. وعزز منظرا علم نفس الفيلم المعرفي ديفيد بوردويل ونويل كارول دعائم هذا العلم الفلسفية.

## الميزات الحسّية
يُعد الفيلم غير عادي بقدرٍ ما يتضمن من دمج للمحفزات البصرية والسمعية. ففي الأفلام الروائية، تسترشد الحبكات بموضع الكاميرا والحركة والحوار والمؤثرات الصوتية والمونتاج. بعض جوانب الفيلم مدفوعة بعوامل موجهة من أسفل إلى أعلى أو حسية (مثل الضوء أو الحركة أو الصوت)، بينما تعتمد الجوانب الأخرى بشكل أكبر على العوامل من أعلى إلى أسفل أو التي تحركها المفاهيم، مثل التجارب السابقة والدوافع الداخلية.

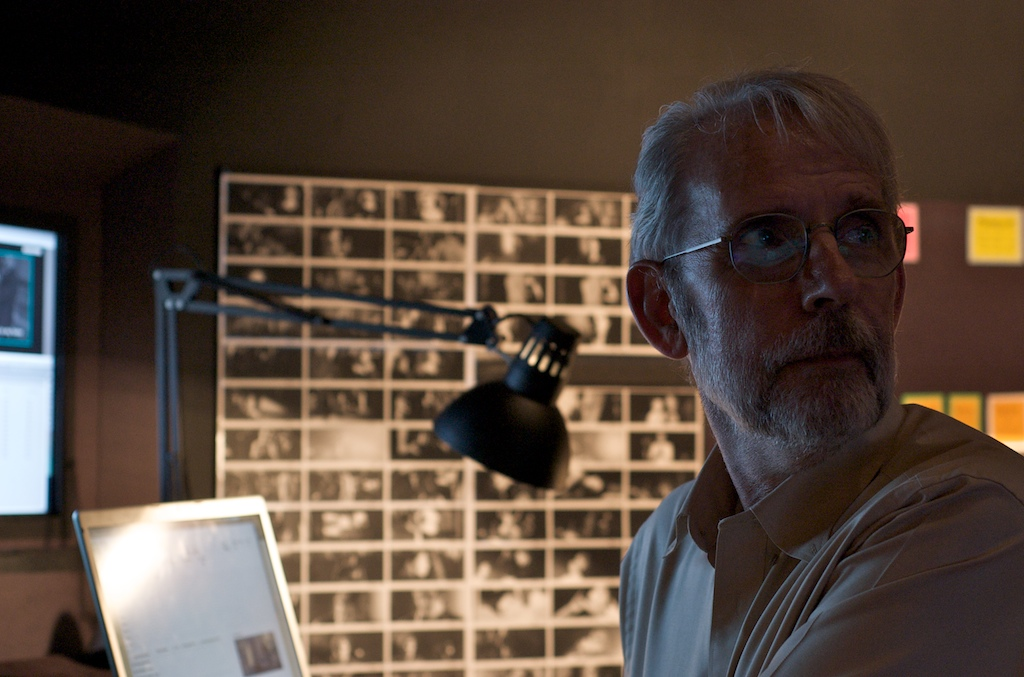
يٌشير والتر ماش إلى أن التوقف في الفيلم يرجع إلى أن المشاهدين اعتادوا في الواقع على توقف حياتهم اليومية من خلال طَرْف العين.

### المونتاج
يمثل التوقف والاسترجاع الفني أنواعًا من المونتاج تغير التسلسل الزمني الطبيعي للأحداث، مما يؤدي إلى إنشاء هياكل سردية غير خطية. المونتاج يخلق الانتقال بين الأحداث. تشير الأبحاث التي تركز على القدرة على استدعاء السرد الخطي مقابل السرد غير الخطي إلى أن التغييرات الزمنية تؤثر على ذاكرة الأحداث، ولكن ليس على الفهم.
انقطاع الفيلم عبارة عن توقف أو انقطاعات فورية وإدراكية ومؤقتة في بعض الأحيان لا وجود لها في واقعنا. ومع ذلك، على الرغم من ذلك، يقبل المشاهدون التوقف كأسلوب طبيعي لسرد القصص في الفيلم. على الرغم من أننا نرى الواقع في تدفق مستمر للصور المرتبطة، في الأفلام، يبدو أن التوقف مقبول بغض النظر عن مدى خبرة المشاهد.
يٌشير والتر ماش إلى أن التوقف في الفيلم يرجع إلى أن المشاهدين اعتادوا في الواقع على توقف حياتهم اليومية من خلال طَرْف العين. عندما تلتفت للنظر إلى شيء ما، على سبيل المثال، فإنك عادة ما تومض، وبالتالي تخلق فاصلًا بصريًا في الاستمرارية بين ما كنت تنظر إليه وما تنظر إليه الآن. الاحتمال الآخر الذي يستكشفه مورش لشرح قبول البشر الفطري لتقطيع الأفلام هو الطريقة التي نحلم بها. تميل أحلامنا إلى القفز من مكان إلى آخر ومن موقف إلى آخر دون أي شعور حقيقي بالاستمرارية. وهكذا فإن الطبيعة الأحادية للأفلام مألوفة للمشاهدين وتسمح لهم بفهم المونتاج على الرغم من الانقطاعات.
وجد شوان وإلدرار (2010) اللذين ركزا فقط على قدرة المشاهدين عديمي الخبرة على فهم الفيلم، أن قابلية فهم الأفلام تحددت بما إذا كانت تتبع مسارًا مألوفًا أم لا.
بشكل عام، تقبل أدمغتنا الانقطاعات الإدراكية الموجودة في الأفلام، ولكن من الأسهل على المشاهدين، بغض النظر عن تجربتهم، فهم القطع الذي يتبع مسارًا مألوفًا ومستمرًا للعمل بدلاً من تلك التي تكون أكثر انقطاعًا. في حالة عدم وجود سرد مألوف، يكون المشاهدون الأكثر خبرة أفضل بشكل ملحوظ في فهم سرد معقد من خلال "تصفية" انقطاع المونتاج . في النهاية، ومع ذلك، فإن خطية المونتاج التي تخلق استمرارية زمنية هي أكثر أهمية من حبكة استدعاء وفهم أحداث السرد.

غلاف فيلم الطيب والشرس والقبيح (1966)

### تسلسل الأحداث
يوضح بحث علم الأعصاب الإدراكي أن بعض الأفلام يمكن أن تمارس سيطرة كبيرة على نشاط الدماغ وحركات العين. تعتمد دراسة علم الأعصاب في الفيلم على فرضية أن بعض الأفلام، أو مقاطع الفيلم، تقود المشاهدين عبر تسلسل مماثل من الحالات الإدراكية والعاطفية والمعرفية. باستخدام تصوير الدماغ بالرنين المغناطيسي الوظيفي، طلب الباحثون من المشاركين مشاهدة فيلم الطيب والشرس والقبيح (1966) لمدة 30 دقيقة وهم مستلقون على ظهورهم في جهاز التصوير بالرنين المغناطيسي.
على الرغم من المهمة التي تبدو غير خاضعة للسيطرة والطبيعة المعقدة للمحفز، كان نشاط الدماغ متشابهًا عبر أدمغة المشاهدين، لا سيما في المناطق الزمانية المكانية. عند المقارنة بالتسلسل العشوائي للمشاهد، يبدو أن الترتيب المحدد للأحداث مرتبط بشدة بهذا التشابه في نشاط الدماغ. كما تم تحديد أن مستوى التحكم الذي يتمتع به الفيلم في الحالة العقلية لشخص ما يعتمد بشكل كبير على الأجهزة السينمائية (القطع واللقطات المقربة) التي يحتوي عليها.
تمارس الأفلام التي تخرج بإتقان تحكمًا أكبر في نشاط الدماغ وحركة العين أكثر من الأفلام ذات النهايات المفتوحة. ومع ذلك، فإن حركة العين المتشابهة والتشابه في المعالجة البصرية لا يضمن استجابات دماغية مماثلة. بالإضافة إلى ذلك، فإن متوسط الارتباط في الذوق بين المشاهدين الأفراد منخفض نوعًا ما ولا يتوقعه نقاد الفيلم جيدًا.

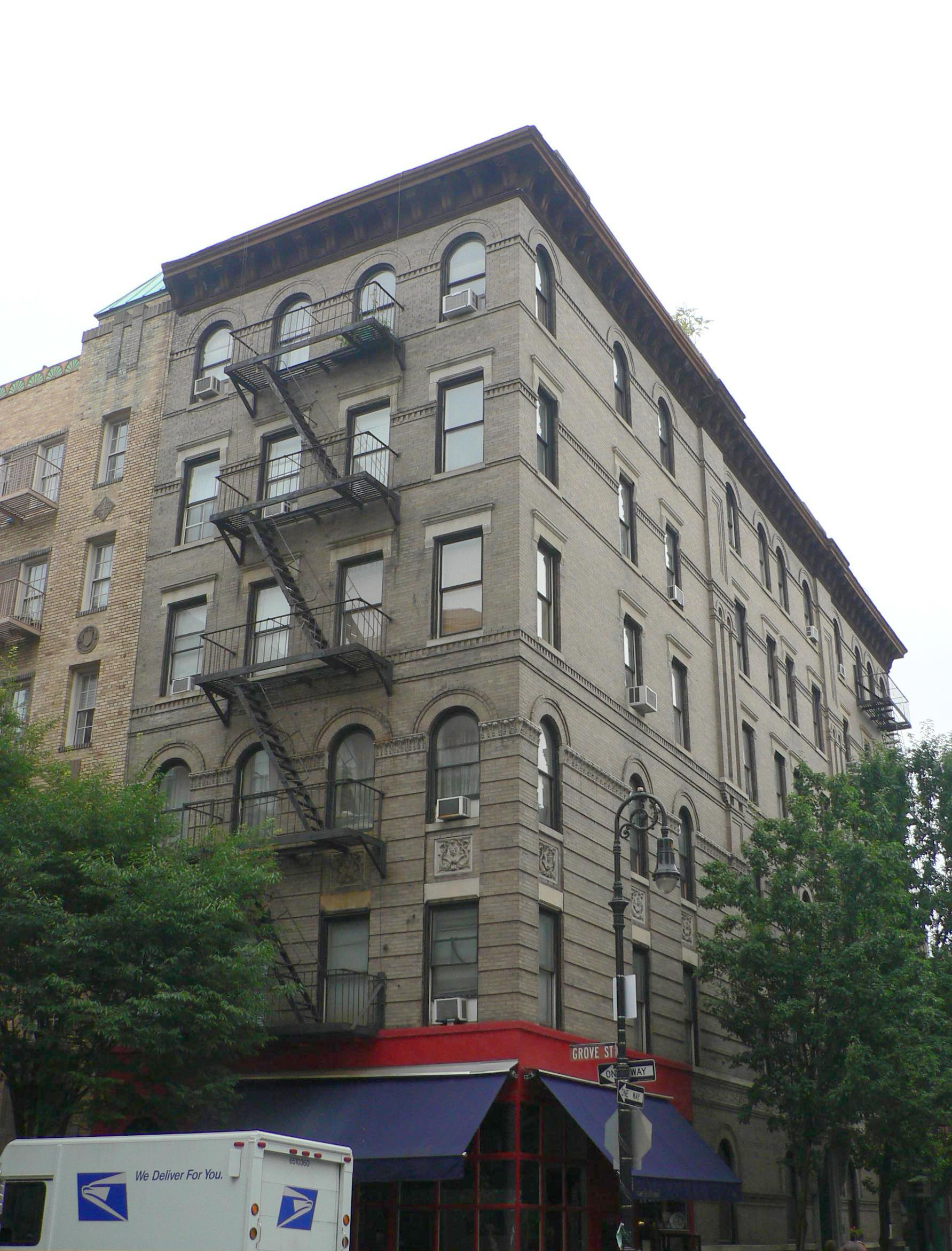
مبنى قرية غرينتش شوهد في مسلسل فريندز

### المعلومات المكانية
يعد عرض المساحات على الشاشة من وجهة نظر ثابتة أمرًا مهمًا للتشفير المكاني قصير المدى والذاكرة المكانية طويلة المدى. كان مشاهدو البرنامج التلفزيوني فريندز منذ فترة طويلة أفضل بشكل ملحوظ في استدعاء المعلومات المكانية بدقة حول مجموعة العرض، لأن الكاميرا لا تتحرك أبدًا بعيدًا عن "الجدار الرابع". كان مشاهدو برنامج "إي آر" ذوي الخبرة المتساوية أقل عرضة لتذكر المعلومات حول المجموعة ويكونون قادرين على توجيه أنفسهم ذهنيًا داخلها، لأن العرض صُور من عدة زوايا مختلفة.
في إحدى الدراسات، وُجه المراقبين للنظر في الأفلام القصيرة التي تنطوي على تغييرات في وجهة النظر. استخدموا 15 مقطعًا سينمائيًا تحتوي على حقيبة يد، جرى التلاعب بخصائصها (اللون والموضع والهوية والشكل) عبر القطع. سُجلت ردود فعل المراقبين من خلال فحص حركة العين والتغيرات في السلوك وأداء الذاكرة. وسأل الباحثون لاحقًا المراقبين عمّا إذا كانوا قد لاحظوا أي شيء غير عادي يحدث أثناء المقاطع، دون الرجوع مباشرة إلى حقيبة اليد. كان تغيير موضع الأشياء، أي حقيبة اليد، بين المشاهد هو المتغير الوحيد الذي لا يبدو أنه يؤثر على حركة العين أو الذاكرة. بشكل عام، كان من المرجح أن يلفت المراقبون انتباههم وأن ينظروا عاجلاً إلى حافز حقيبة اليد في الوقت الحالي مباشرة بعد تغيير خصائصها. عندما سئلوا عن ذلك على وجه التحديد، كانوا أكثر عرضة لوصف حقيبة اليد من حيث خصائصها بعد القطع، بعد حدوث التغيير. على الرغم من أن نظامهم البصري بدا وكأنه يلتقط التغييرات، لم يكن المراقبون على دراية بها أو قادرين على الإبلاغ عن اختلافات ملحوظة عبر القطع. توضح النتائج أن المراقبين ينشئون ويحافظون على تمثيلات مرئية داخلية للبيئات المرئية المعقدة أثناء عرض المشاهد الديناميكية. يساعد هذا أيضًا في توضيح سبب عدم وعي مشاهدي الأفلام عادةً بأخطاء الاستمرارية في المونتاج.

### تقنيات سينمائية
يُنظر غالباً إلى التقنيات السينمائية على أنها تراكيب نحوية أو مكونات للفن السينمائي كلغة مكونة من الصور. فترة التكيف البصري ضرورية قبل التمكن من فهم الصور في الأفلام أو على التلفزيون. يحتاج المشاهدون إلى تعرض كافٍ للتقنيات السينمائية والمعاني المنسوبة إليها لتفسير الصور على الشاشة بشكل مناسب. في سن مبكرة جدًا، نتعلم كيفية مشاهدة مقاطع الفيديو وفهم تقنيات المونتاج المختلفة. نظرت إحدى الدراسات في المشاركين البالغين الذين تعرضوا قليلاً جدًا للفيلم لمعرفة ما إذا كانوا قادرين على فهم تقنيات المونتاج البسيط، مثل لقطات وجهة نظر، لقطة تأسيسية، اللقطات البانورامية، اللقطة / اللقطة العكسية، حذف الوقت، والقطع. كان هؤلاء المشاهدون قادرين على فهم بعض التقنيات، مثل علامات الحذف من الزمن ؛ ومع ذلك، كانت التقنيات الأكثر تعقيدًا، مثل اللقطة / اللقطة العكسية، أكثر صعوبة في فهمها.
تستمد بعض تقنيات صناعة الأفلام المعنى من التجارب أو الأيديولوجيات السابقة التي تؤثر على الطريقة التي يرى بها المشاهدون صورًا معينة أو تسلسلًا للصور. مثال على ذلك هو كيف يمكن أن تؤثر زوايا الكاميرا على إدراكنا لما يحدث على الشاشة. تميل اللقطات ذات الزاوية المنخفضة التي تُوجه فيها الكاميرا نحو هدف ما إلى جعل الهدف يبدو أكثر قوة. في حين أن اللقطات ذات الزاوية العالية يمكن أن تجعل الهدف يبدو أضعف. ومع ذلك، فإن هذه التفسيرات لزوايا الكاميرا تنبع في النهاية من فكرة أن الأكبر هو الأفضل. يمكن أن تؤثر الحركة الجانبية للموضوع عبر الشاشة أيضًا على تفسير الجمهور للموضوع. على سبيل المثال، يُنظر إلى الشخصيات التي تنتقل من اليسار إلى اليمين بشكل أكثر إيجابية من الشخصيات التي تتحرك من اليمين إلى اليسار. من المحتمل أن تعود جذور هذا التحيز تجاه الحركة اليمينية إلى هيمنة اليد اليمنى في المجتمع، بالإضافة إلى ممارسة القراءة من اليسار إلى اليمين في اللغات الغربية .

#### التغييرات في تقنيات الفيلم
جمعت إحدى الدراسات بيانات عن الاتجاهات المتغيرة في التقنيات من خلال فحص 160 فيلماً باللغة الإنجليزية عرضت من عام 1935 إلى عام 2010.
توضح النتائج أنه بمرور الوقت أصبحت أطوال اللقطة أقصر، في حين أنه كلما كانت اللقطة أقصر زادت احتمالية احتوائها على قدر أكبر من الحركة. بالإضافة إلى ذلك، تتمتع الأفلام المعاصرة بحركة أكثر بكثير من الأفلام القديمة. الحركة هي التغيير البصري الناتج عن تحريك الأجسام والأشخاص والظلال؛ الحركة هي التغيير الناتج عن حركة الكاميرا أو التغيير التدريجي للعدسة. من المفترض أن صناعة السينما قد استفادت من نتائج الأبحاث النفسية السابقة التي أظهرت أن الحركة وبداية الحركة تجذب انتباهنا. أخيرًا، أصبحت الأفلام أغمق بمرور الوقت، حيث انخفض السطوع الكلي للصور على الشاشة. هذه التغييرات في خيارات صناعة الأفلام تزيد من التلاعب بالتركيز ويعتقد أنها تسهل الفهم.

## العوامل التنازلية
تشير العوامل التنازلية إلى التوقعات والمعرفة الأساسية التي تؤثر على إدراك المشاهدين وفهمهم وتقديرهم للفيلم. التجربة والانتباه وحركات العين تُعد عوامل من أعلى إلى أسفل توجه كيفية تجربة المشاهدين للفيلم.

### الخبرة والوعي بالتلاعب بالجمهور
يمكن اعتبار الوعي الصريح بالعمليات التي يُنشئ من خلالها المعنى بواسطة الوسائط المرئية أحد مقاييس الخبرة والتطور السينمائي. يؤدي الوعي المتزايد بالتقنيات الدقيقة التي يستخدمها صانعو الأفلام لـ "التلاعب" بالجماهير إلى زيادة الإعجاب والاستجابات الجمالية للفيلم، كما هو الحال في أشكال الفن المرئي الأخرى. حدد الباحثون علاقة قوية بين تجربة الفيلم السابقة والوعي بالتلاعب البصري، خاصة للأشخاص ذوي الخبرة العملية في الإنتاج.
قارنت إحدى الدراسات قدرة المشاركين على فهم السرد في هوليوود مقابل الفيلم التجريبي، من خلال قياس الوعي التفسيري. شاهد الأشخاص ذوو التجربة الكبيرة والمتوسطة وليس لديهم خلفية رسمية أو خبرة في الفيلم، فيلمًا يحتوي على كلا المشهدين بأسلوب هوليوود ومحرر بأسلوب تجريبي. بغض النظر عن مستوى الخبرة، وصف المشاركون المشاهد الشبيهة بهوليوود "بعبارات طبيعية"، كما لو أن أحداثهم حدثت في الواقع ويميلون إلى عدم الإشارة بوضوح إلى التقنيات الأسلوبية. يعكس هذا الاتجاه التأويلي "أسلوب هوليوود غير المرئي". عند وصف المشاهد التجريبية، كافح المشاهدون عديمي الخبرة لبناء سرد "طبيعي" متماسك. كان المشاهدون الأكثر خبرة أكثر عرضة للإشارة صراحة إلى "كسر الاتفاقيات" والنوايا الكامنة وراءها.
يبدو أن مونتاج الأفلام يمثل حاجزًا للوعي بالنسبة لأفلام هوليوود التقليدية، لأنها تخلق وهمًا "للحياة الواقعية".

### التجزئة
يعد التقسيم أو تجزئة الحدث مكونًا أساسيًا من عناصر الاهتمام التي تسهل الفهم والتعرف على الأشياء والتخطيط. يشكل تجزئة الأحداث تقسيم المشاهد الديناميكية إلى أجزاء أو وحدات أحداث مكانية وزمنية.
يُنظر إلى تجزئة الأحداث على أنها "أرضية غرفة القطع في الدماغ". تعتبر عملية تلقائية ومستمرة تعتمد على تغييرات ذات مغزى في موقف مدرك. لاختبار ذلك، قاس الباحثون نشاط الدماغ بينما شاهد المشاركون فيلمًا روائيًا مطولًا. استخدموا التصوير بالرنين المغناطيسي لإظهار استجابات الدماغ المستحثة العابرة (التغيرات في نشاط الدماغ) في تلك النقاط التي حددوها كحدود للحدث (تغيرات في الموقف). رُمزت التغييرات الظرفية إطارًا تلو الآخر إلى تغييرات مكانية وزمنية وموضوعية وشخصية وسببية وهدف. ثم وُجه المشاركين لأداء مهمة تقسيم الحدث من خلال مشاهدة فيلم والضغط على زر لتحديد وحدات النشاط التي كانت طبيعية وذات مغزى بالنسبة لهم. يؤدي الانتباه إلى التغييرات الظرفية إلى ظهور سلسلة عصبية تُدرك بوعي في نهاية حدث وبداية حدث آخر.
وفقًا لنظرية تجزئة الأحداث (EST)، فإن إدراك حدود الحدث هو أحد الآثار الجانبية للتنبؤ أثناء الإدراك المستمر. التنبؤ هو آلية تكيفية تتكون من نماذج الأحداث المعرفية التي تمثل "ما يجري الآن" لخلق توقعات وتحيزات واعية للمعالجة المستمرة. تحدث أخطاء التنبؤ في التغييرات الظرفية وتسبب تجزئة معالجة المعلومات.
طبقت نظريات الفهم السردي الأوسع أيضًا على إدراك وذاكرة للأفلام. هذا يعكس الفرضية القائلة بأن نفس الآليات تستخدم لفهم القصص والحياة الواقعية. في إحدى الدراسات، أوضح الباحثون التركيب العرضي المشترك بين النص والفيلم، من خلال مطالبة المشاركين بمطابقة قصة نصية مع فيلم البالون الأحمر بدون حوار. تطلبت هذه المهمة من المشاركين تحديد موقع الحلقات ومكوناتها داخل القصة السينمائية: العرض والتعقيد والحل.

### حركة العين
باستخدام أداة تتبع حركة العين، اكتشف الباحثون تحيزًا قويًا لمركز الشاشة مع توزيع نقاط النظرة التي تبلغ ذروتها تقريبًا في مركز الشاشة. ومع ذلك، نادرًا ما تركز نظرات العين على نفس الموقع. يزداد التشتت البصري عبر الشاشة بمرور الوقت وخاصة بعد التعرض المتكرر لنفس محفز الفيديو. لهذا السبب، يكون هناك تشتت أكبر في النظرة عندما يشاهد المشاهدون الإعلانات مقارنة بالبرنامج التلفزيوني.

## أنظر أيضا
- نظرية فيلم التحليل النفسي
- علم نفس الفن